# Liste der Kellergassen in der Weinregion Slovácko
Die Liste der Kellergassen in der Weinregion Slovácko führt die Kellergassen in den Gemeinden der tschechischen Weinregion Slovácko an.
| Foto |                 | Kellergasse        | Standort                                | Beschreibung                                                                                    |
| ---- | --------------- | ------------------ | --------------------------------------- | ----------------------------------------------------------------------------------------------- |
| ja   | Datei hochladen | Stará hora         | Blatnice pod Svatým Antonínkem Standort | Die etwa 800 m lange einseitige Kellergasse befindet sich nördlich des Orts im zweiten Hintaus. |
|      | Datei hochladen | zmoly              | Bzenec                                  |                                                                                                 |
|      | Datei hochladen | Baráky             | Bzenec                                  |                                                                                                 |
|      | Datei hochladen | Na Těmické         | Bzenec                                  |                                                                                                 |
| ja   | Datei hochladen | Kellergasse        | Dolni Bojanovice                        | f5 f4                                                                                           |
|      | Datei hochladen | Kellergasse        | Dubňany                                 | f4                                                                                              |
|      | Datei hochladen | Na Benátkách       | Hovorany                                |                                                                                                 |
|      | Datei hochladen | Hluboká cesta      | Hovorany                                |                                                                                                 |
|      | Datei hochladen | Břehy              | Hovorany                                |                                                                                                 |
|      | Datei hochladen | Sklepní ulice      | Hrušky                                  |                                                                                                 |
| BW   | Datei hochladen |                    | Kelčany Standort                        |                                                                                                 |
| BW   | Datei hochladen |                    | Kozojídky Standort                      |                                                                                                 |
|      | Datei hochladen | U hřiště           | Hrušky                                  |                                                                                                 |
|      | Datei hochladen | Na Dědině          | Mikulčice                               | 10 Keller von Anfang des 19. Jahrhunderts.                                                      |
|      | Datei hochladen | Těšické búdy       | Mikulčice                               | 47 Presshäuser mit Kellern; außerdem Kellerröhren, die nur eine Vorlaube haben.                 |
|      | Datei hochladen | U Myslivecké chaty | Mikulčice                               |                                                                                                 |
|      | Datei hochladen | U Cihelny          | Mikulčice                               |                                                                                                 |
|      | Datei hochladen | Výmol              | Moravská Nová Ves                       |                                                                                                 |
|      | Datei hochladen | Zátiší             | Moravská Nová Ves                       |                                                                                                 |
|      | Datei hochladen | U trati            | Moravská Nová Ves                       |                                                                                                 |
|      | Datei hochladen | Lipová             | Moravská Nová Ves                       |                                                                                                 |
|      | Datei hochladen | U myslivny         | Moravská Nová Ves                       |                                                                                                 |
| ja   | Datei hochladen | Búdy               | Mutěnice Standort                       | ein Ensemble von fast 500 Weinkellern                                                           |
| ja   | Datei hochladen |                    | Petrov                                  | Denkmalgeschütztes Ensemble von Erdkellern mit gewölbten weißen Kalkfassaden.                   |
| ja   | Datei hochladen | Nechory            | Prušánky Standort                       |                                                                                                 |
| BW   | Datei hochladen | Starý potok        | Sudoměřice Standort                     | etwa 30 Keller                                                                                  |

| Foto:                    | Fotografie der Kellergasse (Gesamtheit). Klicken des Fotos erzeugt eine vergrößerte Ansicht. Daneben finden sich zwei Symbole: \| Weitere Bilder vorhanden \| Das Symbol bedeutet, dass weitere Fotos des Objekts verfügbar sind. Durch Klicken des Symbols werden sie angezeigt. \| \| Eigenes Foto hochladen \| Durch Klicken des Symbols können weitere Fotos des Objekts in das Medienarchiv Wikimedia Commons hochgeladen werden. \| |
| Name:                    | Bezeichnung der Kellergasse |
| Standort:                | Es ist die Katastralgemeinde (KG) angegeben. Durch Aufruf des Links Standort wird die Lage der Kellergasse in verschiedenen Kartenprojekten angezeigt. |
| Beschreibung             | Kurze Beschreibung der Kellergasse |
| Weitere Bilder vorhanden | Das Symbol bedeutet, dass weitere Fotos des Objekts verfügbar sind. Durch Klicken des Symbols werden sie angezeigt. |
| Eigenes Foto hochladen   | Durch Klicken des Symbols können weitere Fotos des Objekts in das Medienarchiv Wikimedia Commons hochgeladen werden. |